# Гвоздова
Гвоздова (рум. Gvozdova) — село у Флорештському районі Молдови. Входить до складу комуни, адміністративним центром якої є село Гура-Каменчій.

## Населення
За даними перепису населення 2004 року у селі проживала 1141 особа.
Національний склад населення села:
| Національність | Кількість осіб | Відсоток |
| -------------- | -------------- | -------- |
| молдавани      | 1136           | 99,6%    |
| росіяни        | 3              | 0,3%     |
| українці       | 2              | 0,2%     |
| Всього         | 1141           | 100%     |